# Bournea
Bournea é um género botânico pertencente à família Gesneriaceae.

## Espécies
- Bournea leiophylla
- Bournea sinensis